# Peter Murphy (Fußballspieler, 1922)
Peter „Spud“ Murphy (* 7. März 1922 in Hartlepool; † 7. April 1975 in Coventry) war ein englischer Fußballspieler. Als Halbstürmer gewann er 1951 mit Tottenham Hotspur die englische Meisterschaft, kam jedoch nur selten über den Status des Ergänzungsspielers hinaus. Zwischen 1952 und 1960 zeichnete er sich konstant erfolgreicher Torjäger bei Birmingham City aus und erreichte sowohl im FA Cup 1956 als auch im Messepokal 1960 das Endspiel.

## Sportlicher Werdegang
Murphy wurde im nordostenglischen Hartlepool geboren und als er vier Jahre alt war, zog seine Familie mit ihm in die Midlands. Dort war er zunächst als Amateurfußballer in Birmingham unterwegs, bevor er im Mai 1946 beim Zweitligisten Coventry City den ersten Profivertrag unterschrieb. Als athletischer und agiler Halbstürmer mit einem starken linken Fuß – auffällig vor allem bei Distanzschüssen – gefiel er dort als regelmäßiger Torschütze und nach seinem Wechsel zum Erstligaaufsteiger Tottenham Hotspur schoss er bei seinem Debüt im August 1950 gegen die Bolton Wanderers ebenfalls auf Anhieb einen Treffer. In der Mannschaft, die letztlich überraschend 1951 die englische Meisterschaft gewann, kam er oft als Vertretung für den verletzten Les Bennett auf 25 Ligaeinsätze. Die neun Tore trugen nicht unerheblich zum Erfolg bei in einem Team, das die Torejagd auf mehrere Schultern verteilte (neben Toptorschütze Sonny Walters (15) zählten dazu Len Duquemin (14), Eddie Baily (12) und Les Medley (11)). Als sich jedoch Bennetts dauerhafte Rückkehr abzeichnete, fiel es Murphy zunehmend schwer, seinen mühsam erarbeiteten Platz in der Mannschaft zu verteidigen und so kehrte er in seine alte Heimat im Januar 1952 zu Birmingham City zurück. Dabei nahm er auch in Kauf, dass er wieder nur noch in der zweithöchsten englischen Liga spielen würde.
Während er bei den „Spurs“ zumeist auf der linken Halbposition zum Einsatz gekommen war, übernahm Murphy in Birmingham eine deutlich offensivere Position „in vorderster Front“. Gleich bei seinem Debüt lieferte er einen Hattrick zum 5:0 bei den Doncaster Rovers ab und als später Alex Govan zu den „Blues“ stieß, bildeten die beiden ein effektives Offensivduo auf der linken Seite. In drei von seinen letztlich acht Jahren in Birmingham war „Spud“, wie Murphy oft genannt wurde, bester Torjäger seines Klubs. Dazu zählten auch die 20 Treffer in der Saison 1954/55, die Birmingham die Zweitligameisterschaft und den damit verbundenen Aufstieg in die Eliteklasse einbrachten. In der folgenden Spielzeit 1955/56 erreichte Murphy das Endspiel im FA Cup. Die Partie ging gegen Manchester City mit 1:3 verloren, blieb jedoch abseits des Ergebnisses verbunden mit dem Ereignis, dass sich Manchesters Torhüter Bert Trautmann nach einem Duell mit Murphy das Genick gebrochen und trotzdem weitergespielt hatte. Im Jahr 1955 gehörte Murphy zu den ersten englischen Spielern im neu geschaffenen europäischen Messepokal. Bei der Zweitauflage des Wettbewerbs, der von 1958 bis 1960 andauerte, erreichte er ein weiteres Mal das Endspiel. Dort absolvierte er als mittlerweile 38-Jähriger das Rückspiel gegen den CF Barcelona, das nach einem 0:0 in der ersten Partie mit einer 1:4-Niederlage endete. Im Jahr 1959 hatte er ursprünglich seine aktive Karriere bereits beendet und sich dem Trainerstab von Birmingham City angeschlossen. Nachdem sich die Blues jedoch in der Saison 1959/60 in höchste Abstiegsgefahr begeben hatten, wurde Murphy reaktiviert, der dann wiederum mit Toren zu Siegen gegen den FC Arsenal und Sheffield Wednesday maßgeblich zum Klassenerhalt mit beitrug. Letztlich schoss Murphy in 278 Pflichtspielen 127 Tore für Birmingham.
Später ließ Murphy beim Amateurklub Rugby Town seine Karriere ausklingen, bevor er im Trainerstab von Coventry City zu arbeiten begann. Ebenfalls ein Coventry verstarb genau einen Monat nach seinem 53. Geburtstag.

## Titel/Auszeichnungen
- Englischer Meister: 1951
- FA Charity Shield: 1951